# Ватиканский апостольский архив
Ватиканский апостольский архив (итал. Archivio Apostolico Vaticano, лат. Archivum Apostolicum Vaticanum) — собрание архивных документов в Ватикане от средневековья до наших дней. До ноября 2019 года носил название «Ватиканский секретный архив».
«Секретным» архив назывался потому, что является частным архивом папы и ограничен для посещения. Общая протяжённость стеллажей с документами 85 км, 40 из которых, по непроверенным данным, являются наибольшим и наиточнейшим собранием оккультной литературы в мире.

## История
История собраний архива началась значительно раньше, однако официально архив основан в 1610 году при папе Павле V, отделившем архив от Ватиканской библиотеки. Наполеон вывез из Ватикана значительную часть папских архивных документов во Францию. Однако в 1816 году большая часть документов была возвращена представителям Святого престола. В Париже осталась небольшая часть архивных документов (налоговые, папские буллы и т. п.), которые представители папы не стали брать. В 1920 году Святой престол просил вернуть оставленные документы, но Франция запросила в обмен несколько документов по её истории из архива Ватикана и сделка не состоялась.

### Открытие архивов
Впервые для учёных архив Павла V был открыт в 1881 году по инициативе папы Льва XIII. Пий XI в 1924 году открыл доступ к документам до 1846 года (кончина Григория XVI), Пий XII подготовил открытие документов Пия IX (1846—1878), осуществлённое в 1966 году Павлом VI. При Иоанне Павле II в 1978 году были открыты архивы понтификата Льва XIII (1878—1903), в 1985 году — Пия X (1903—1914) и Бенедикта XV (1914—1922), в начале 2006 года материалы понтификата Пия XI (1922—1939).

## Фонды
В XX веке к архиву были присоединены архивы конгрегаций, Апостольского дворца, Первого Ватиканского Собора, Второго Ватиканского Собора (в 2000 году). В фондах в том числе находится переписка курии с папскими нунциями и иностранными дворами. Собрание разделено на несколько отделений:
- Собрание Курии
- Собрание архивов папских представителей
- Собрание архивов отдельных семей и частных лиц
- Собрание Ватиканских соборов
- Собрание орденов, монастырей, аббатств

Фонды Секретного архива составляют 630 различных архивов, всего около 35 тысяч томов. Примечательны манускрипты, хранящиеся в архиве:
- Письма Микеланджело;
- Письмо Генриха VIII с просьбой аннулировать его брак;
- Диктат папы (Dictatus рарае);

## Доступ к архивам
Без ограничения доступа для посетителей представлены акты до смерти папы Пия XI (февраль 1939 года). В Ватиканском апостольском архиве ежегодно работают около 1500 учёных из всех стран мира.